# Pericoma alfaroana
Pericoma alfaroana är en tvåvingeart som först beskrevs av Dyar 1926.  Pericoma alfaroana ingår i släktet Pericoma och familjen fjärilsmyggor. Inga underarter finns listade i Catalogue of Life.